# Henrik Glysing
Henrik Glysing, född på 1200-talet, död på 1300-talet, var en svensk riddare.

## Biografi
Henrik Glysing föddes på 1200-talet. Han nämns första gången 1295 då han säljer Snåttsta i Markims socken till Sankta Klara kloster i Stockholm. Glysing var redan då riddare och kung Magnus Ladulås hade pantsatt egendomen till honom. Han nämns därefter i området kring Kalmar och tillhörde från 1308 till 1301 kung Birger Magnusson anhängare. Glysing levde fortfarande 1324.

### Familj
Glysing var gift med en dotter till riddaren Ragvald Puke och Katarina Karlsdotter (Lejonbalk). De fick tillsammans barnen nunnan Kristina Glysingsdotter på Kalmar kloster, Katarina Glysingsdotter som var gift med riksrådet, riddaren Sune Jonsson (Båt), Cecilia Glysingsdotter som var gift med riksrådet, riddaren Karl Nilsson (Natt och Dag) och riksrådet, riddaren Gustav Nilsson (Bielke), Nils Glysing och en dotter som var gift med Sigmund.
Han gifte sig andra gången med en okänd hustru och fick barnen Hafrid Glysingsdotter som var gift med Peter Folkason och riddaren riksrådet Kettil Glysing.